# Orang Seletar
L'Orang Seletar est une langue parlée par des nomades de la mer de la côte sud de la péninsule malaise et à Singapour. La langue est proche du malais mais, bien que certains linguistes la considèrent comme un simple dialecte, il existe d'importantes différences, tant lexicales que grammaticales. les différences principales consistent en la disparition de certains sons et l'apparition d'autres sons intermédiaires. C'est une langue sérieusement en danger, les anciens et les générations intermédiaires Seletar communiquent entre eux exclusivement ou principalement dans leur langue maternelle, mais les jeunes générations et les personnes vivant en dehors de la communauté utilisent de préférence le malais.